# Сухайб ар-Руми
Абу Яхья Суха́йб ибн Синан ар-Ру́ми (араб. صهيب الرومي‎; 587, Ирак, Государство Сасанидов — 659, Медина, Праведный халифат) — сподвижник пророка Мухаммеда. В раннем возрасте попал в плен к византийцам, за что получил нисбу ар-Руми («римлянин»).

## Биография
Его полное имя: Абу Яхья Сухайб ибн Синан ибн Малик ан-Нумайри ар-Руми. Его отец Синан ибн Малик происходил из арабского племени Бану Нумайр. Персидский царь Хосров II Парвиз назначил Синана правителем (сатрапом) старого города аль-Убуль, относившегося к Басре. Мать, Сальма, происходила из племени Бану Тамим.
Во время ирано-византийской войны он находился со своей матерью в Ираке. Однажды мать Сухайба со своим маленьким сыном, свитой и слугами пошли в иракское селение ас-Саний в поисках отдыха и покоя. На это селение напал отряд византийцев, который убил охрану, разграбил имущество и пленил детей, среди которых был пятилетний Сухайб. Он был продан в рабство на территории Византии и ходил по рукам от одного хозяина к другому. По этой причине Сухайб отлично знал греческий язык и чуть не забыл арабский.
Спустя много лет, его привезли (по другой версии он бежал из Византии) в Мекку, где его купил, а затем освободил представитель южно-арабского племени кальбитов, Абдуллах ибн Джудан. Абдуллах стал торговать вместе с ним, и за короткое время Сухайб разбогател.
Услышав о начале пророческой миссии Мухаммада, Сухайб явился к нему в дом аль-Аркама и принял ислам. Он был одним из первых мусульман. За исповедание ислама курайшиты подвергали его притеснениям и даже пыткам. Положение Сухайба, а также Билала, Аммара, Хаббаба и других мусульман усугублялось тем, что они не были мекканцами и не находились под защитой какой-либо мекканской семьи или клана.
Когда мусульмане стали массово переселяться (хиджра) в Медину, мекканцы не давали возможности Сухайбу покинуть город. Над ним были назначены надсмотрщики, которые не должны были допустить, чтобы он убежал от них и унёс с собой богатства. Сухайб вырыл яму, закопал туда свои богатства и затем отправился в путь. По пути в Медину, надсмотрщики настигли его и ему пришлось расскрыть местонахождение своего клада в обмен на свободу. Когда Сухайб достиг Куббы, его увидел пророк Мухаммед и, направляясь к нему и радуясь, сказал: «Прибыльной была торговля, о, Абу Яхья… Прибыльной была торговля». Некоторые комментаторы Корана считают, что 207 аят суры аль-Бакара ниспослан в отношении Сухайба.
После хиджры Сухайб участвовал в укреплении мусульманской государственности. Он принял участие во всех основных сражениях мусульман. Отличался меткостью в стрельбе из лука.
После смерти пророка Мухаммеда, он был приближенным первых праведных халифов. Перед смертью халиф Умар завещал Сухайбу в течение 3 дней возглавлять коллективную молитву в Мечети Пророка, пока совет из шести сподвижников изберёт нового халифа.
Сухайб ар-Руми умер в 658 году в Медине в возрасте около 70 лет.